# Jeremy Clarkson
Jeremy Charles Robert Clarkson, född 11 april 1960 i Sprotborough, South Yorkshire, är en brittisk programledare, motorjournalist och bonde. Mellan 2002 och 2015 var han en av programledarna i Top Gear tillsammans med James May och Richard Hammond. Clarkson skriver även krönikor för The Sunday Times och The Sun. Clarkson är en folkkär, men något kontroversiell person i Storbritannien, efter vissa politiska uttalanden. Jeremy Clarkson blev sparkad av BBC 2015 för fula ord och dåligt uppförande. 2016 återkom Clarkson - återigen tillsammans med May och Hammond - med det nya underhållningsprogrammet The Grand Tour.